# Saccocalyx
Saccocalyx es un género monotípico de plantas con flores perteneciente a la familia Lamiaceae. Su única especie: Saccocalyx saturejoides Coss. & Durieu, Ann. Sci. Nat., Bot., III, 20: 81 (1853), es originaria del Norte de África donde se distribuye por Argelia y Marruecos.

## Sinonimia
- Faustia saturejoides (Coss. & Durieu) Font Quer & Rothm., Brotéria, Ci. Nat. 9: 150 (1940).[1]

1. 1 2 3  «Saccocalyx». Royal Botanic Gardens, Kew: World Checklist of Selected Plant Families. Consultado el 9 de abril de 2010.
2. ↑  «Saccocalyx». Conservatorio y Jardín Botánico de Ginebra: Flora africana. Consultado el 5 de noviembre de 2011.

- Datos: Q9072535
- Multimedia: Saccocalyx (Lamiaceae) / Q9072535
- Especies: Saccocalyx (Lamiaceae)